# Bolesław Stolarski
Bolesław Stolarski (ur. 6 marca 1930 w Krakowie, zm. 24 czerwca 2014) – polski specjalista w zakresie techniki samochodowej i bezpieczeństwa transportu, profesor zwyczajny doktor habilitowany inżynierii Politechniki Krakowskiej im. Tadeusza Kościuszki oraz wieloletni dyrektor Instytutu Pojazdów Samochodowych i Silników Spalinowych Wydziału Mechanicznego tejże uczelni.

## Życie i działalność
W 1951 ukończył studia inżynierskie w Akademii Górniczo-Hutniczej w Krakowie, w latach 1951-1953 pracował w Fabryce Samochodów Osobowych w Warszawie, w 1954 ukończył studia magisterskie na Politechnice Śląskiej, od 1954 pracował na Politechnice Krakowskiej. W 1964 obronił pracę doktorską, w 1969 został mianowany docentem, habilitował się w 1989, w 1992 otrzymał tytuł profesora nauk technicznych.
Był kolejno kierownikiem Katedry Technologii i Eksploatacji Samochodów i Ciągników, Zakładu Technologii Pojazdów Samochodowych i Silników Spalinowych,  Zakładu  Inżynierii  Produkcji  i  Bezpieczeństwa  Pojazdów Samochodowych, a także zastępcą dyrektora i dyrektorem Instytutu Pojazdów Samochodowych i Silników Spalinowych Wydziału Mechanicznego tejże uczelni. Przeszedł na emeryturę w 2000.
Piastował funkcję przewodniczącego Komisji Motoryzacji Krakowskiego Oddziału PAN, wiceprezesa Polskiego Towarzystwa Naukowego Motoryzacji oraz przewodniczącego i członka Rady Naukowej Instytutu Ekspertyz Sądowych im. prof. dr. Jana Sehna.
Zmarł 24 czerwca 2014. Został pochowany na Cmentarzu Podgórskim w Krakowie (kwatera XLII-5-2).

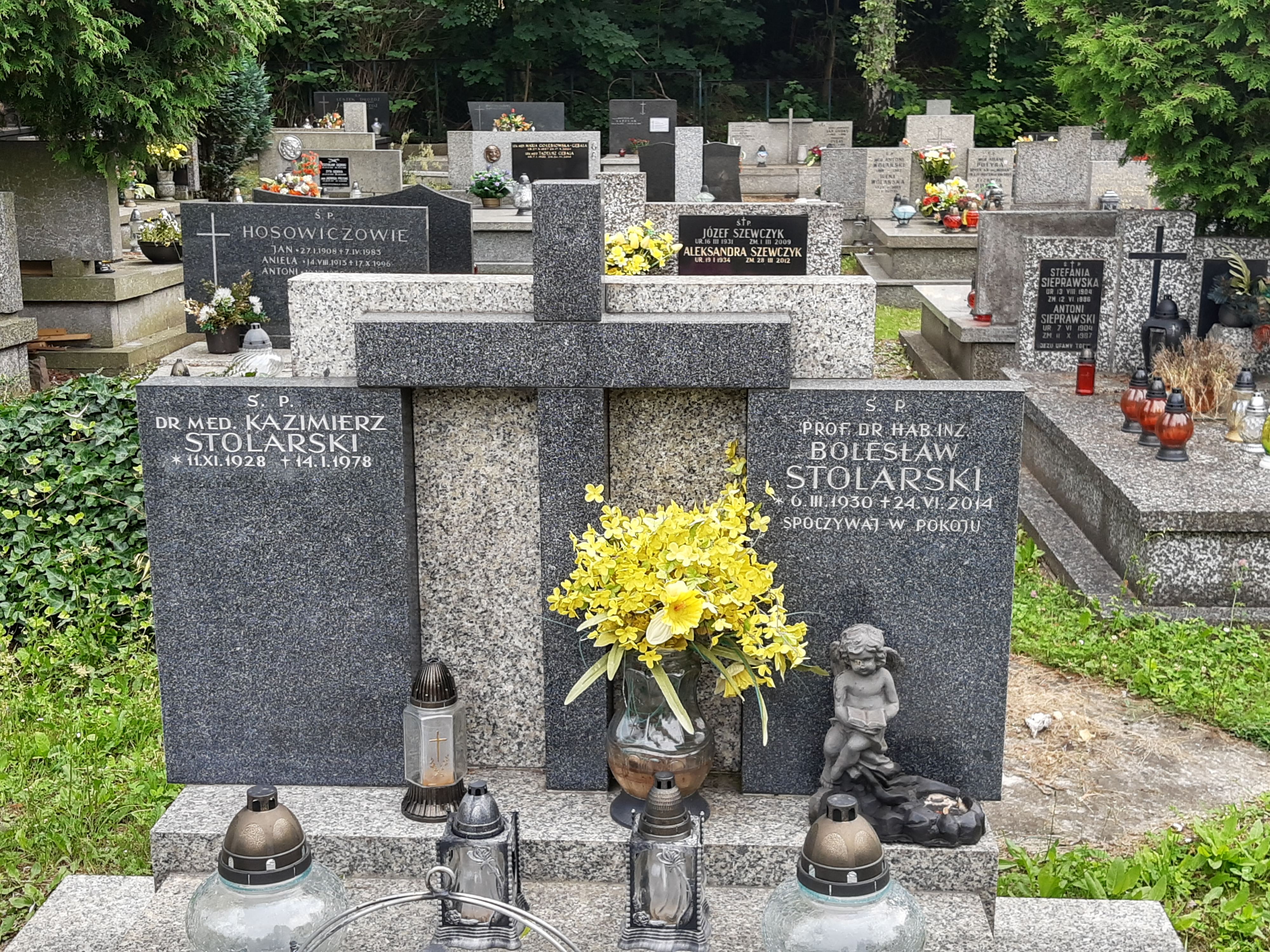
Grób prof. Bolesława Stolarskiego na Cmentarzu Podgórskim

## Odznaczenia
- Odznaka „Zasłużony dla województwa rzeszowskiego” (1969)[3]
- Odznaka „Zasłużony dla Sanockiej Fabryki Autobusów” (1974)[4]